# 格物致知
格物致知（かくぶつちち）とは、儒学の術語で、伝統的に様々な解釈のある複雑な概念である。格致（かくち）とも略される。『礼記』大学篇（『大学』）の一節「致知在格物、物格而知至」に由来する。
とりわけ、宋代以降の朱子学において重要視され、格物窮理（かくぶつきゅうり）とも言い換えられた。すなわち『易経』説卦伝の一節「窮理盡性以至於命」（理を窮（きわ）め性（せい）を尽くし以て命（めい）に至る）の「窮理」と結びつけられ、「事物の理を探究する行為」を意味した。

## 概要
『礼記』は儒教の経典（経書）である。その『礼記』の一篇「大学篇」は、儒教の思想を簡潔かつ体系的に述べた篇である。宋代以降は、大学篇そのものが一個の経書（四書の一つ『大学』）に位置付けられた。
大学篇の内容は、「三綱領」と「八条目」に要約される。三綱領とは、「明徳を明らかにし、民を新たにし(民を親しましむと読む説もある)、至善に止る」の三項、八条目とは、「格物、致知」の二項と、「意を誠にし、心を正し、身を修め、家を斉え、国を治め、天下を平らぐ」の六項を合せた八項目のこと。これらは全体として、儒教思想の体系を巧みに論理だてて、説き明かしている。ところが八項目のうち六項目については、『大学』の文中で詳しい解説が与えられているのに対し、「格物、致知」の二項については、一言も説明が加えられていない。「格物、致知」が解らなければ、段階を追って組み立てられている八条目の思想が出発点から曖昧になる。そこで、特に宋代以降、儒学者のあいだで、この解釈をめぐって儒教の根本問題として論争の的となった。

## 歴史
唐までの伝統的な解釈である後漢の鄭玄（127～200）注では、「格」を「來」、「物」を「事」、「致」を「至」と解し、善や悪を深く知ることが善いことや悪いことを来させる原因になるとしていた。しかし、この一文はかつてはそれほど注目されたものではなかった。
重視されるようになったのは、北宋の程頤（1033～1107）が格物を窮理と結びつけて解釈してからである。彼は自己の知を発揮しようとするならば、物に即してその理を窮めてゆくことと解釈し、そうすることによって「脱然貫通」（だつぜんかんつう）すると述べた。
南宋の朱熹（1130～1200）はその解釈を継承し、『大学』には格物致知を解説する部分があったとして『格物補伝』を作った。ここで格は「至（いたる）」、物は「事」とされ、事物に触れ理を窮めていくことであるが、そこには読書も含められた。そして彼はこの格物窮理と居敬を「聖人学んで至るべし」という聖人に至るための方法論とした。この時代、経書を学び、科挙に合格することによって官僚となった士大夫に対し、格物致知はその理論的根拠を提供した形である。しかし、格物は単に読書だけでなく事物の観察研究を広く含めた。そこから、近世以降の東アジアでは博物学（本草学や名物学）の営為が「格物」と表現されることもあった。また、清末中国の丁韙良『格物入門』、幕末日本の福沢諭吉『窮理図解』など、西洋の自然科学（自然哲学）を導入するに際しても「格物」「窮理」の語が使われた。
一方、明代の王守仁（王陽明、1472～1528）は、「格物」は外在的な物に至るというものではなく、物を「正す（格す）」として、自己の心に内在する事物を修正していくこととし、「致知」とは先天的な道徳知である良知を遮られることなく発揮する「致良知」だとした。ここで格物致知は自己の心を凝視する内省的なものとされた。また清初の顔元は「格物」を「犯手実做其事」（手を動かしてその事を実際に行う）とし、そうすることによって後に知は至るとした。ここで格物致知は実践によって知を獲得していくこととされている。
従って「致知在格物」の読み方もそれぞれ異なり、朱子は「知を致すは物に格（至）るに在り」と読み、王陽明は「知を致すは物を格（正）すに在り」としている。